# 야코프 몰레스홋

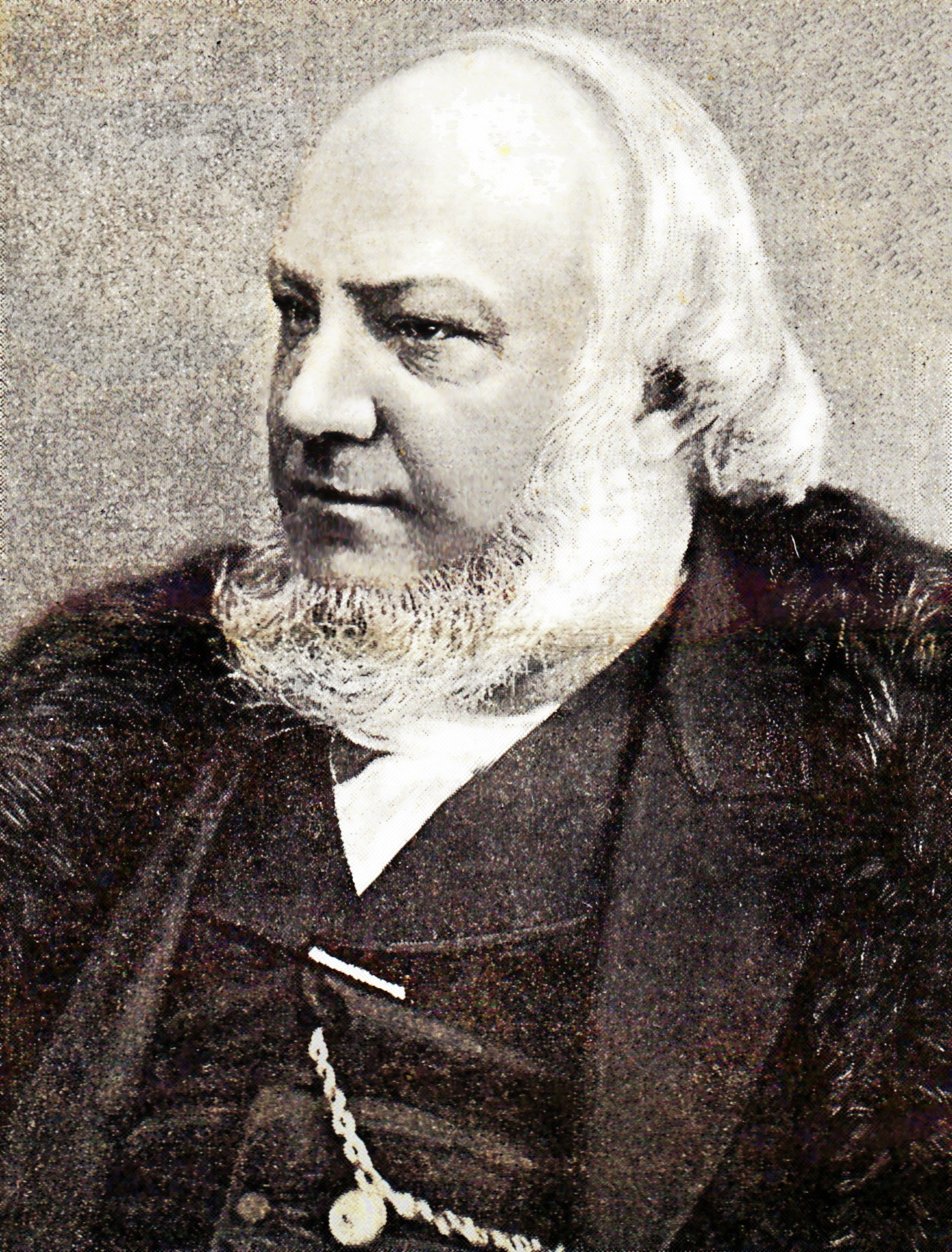
몰레스홋

야코프 몰레스홋(네덜란드어: Jacob Moleschott, 1822년 8월 9일 ~ 1893년 5월 20일)은 19세기 네덜란드 출신의 자연과학적 유물론자, 의사이다. 생명 현상은 모두가 화학적 과정으로 환원되어, 인간의 사유(思惟)도 뇌수에 받아들인 인(燐)의 작용에 불과하다는 생리학적 유물론을 역설하였다. 그의 주요 저서인 《생명의 순환》(1852)은 당시 독일의 급진적인 시민들 사이에 큰 영향을 끼쳤다.